# Colle d’Anchise
Colle d’Anchise község (comune) Olaszország Molise régiójában, Campobasso megyében.

## Fekvése
A megye délnyugati részén fekszik. Határai: Baranello, Bojano, Campochiaro, San Polo Matese, Spinete és Vinchiaturo.

## Története
Első említése 1404-ből származik, amikor a Santangelo család birtoka volt. A következő századokban különböző nemesi családok birtokolták. A 19. században nyerte el önállóságát, amikor a Nápolyi Királyságban felszámolták a feudalizmust.

## Népessége
A népesség számának alakulása:

## Főbb látnivalói
- Santa Maria degli Angeli-templom
- Santa Margherita V.M.-templom
- San Sisto-templom